# Рикинчиці
Рикинчиці (словац. Rykynčice) — село, громада в окрузі Крупіна, Банськобистрицький край, центральна Словаччина, традиційний регіон Гонт. Кадастрова площа громади — 19,18 км². Населення — 278 осіб (за оцінкою на 31 грудня 2017 р.).
Перша згадка 1279 року .

## Населення
| Рік:            | 1994. | 2004.    | 2014.    | 2024.   |
| --------------- | ----- | -------- | -------- | ------- |
| Кількість осіб: | 422   | 338      | 283      | 262     |
| Різниця:        |       | -19,90 % | -16,27 % | -7,42 % |

| Рік:            | 2023. | 2024.   |
| --------------- | ----- | ------- |
| Кількість осіб: | 267   | 262     |
| Різниця:        |       | -1,87 % |